# 政策部会
政策部会（せいさくぶかい）とは、日本の政党における、政策や立法について審議し立案する機関である。主な名称は政務調査会（せいむちょうさかい）や政策審議会（せいさくしんぎかい）など。

## 概説
各政党は、選挙で公約した政策や立法について審議し立案する部会を設置し、これに対応する「政策スタッフ」と呼ばれる実際の政策の調査や立案に関わる党職員をおいている。さらに、自由民主党や立憲民主党など比較的規模の大きな政党ではこの下に外交部会や厚生労働部会など、各政策分野ごとの政策部会、部門会を設けている。
政党によっては政務調査会、政策調査会、政策委員会、政策審議会など呼称がつけられているが、基本的には同じである。
政策部会の長は政務調査会長、政策調査会長、政策委員会責任者（通称「政策委員長」）、政策審議会長などと称し、政調会長（せいちょうかいちょう）、政審会長（せいしんかいちょう）と略称で呼ばれることもある。政策部会の長は政策部会の最終的な取りまとめを担当しており、自民党における党四役の一角であるように政党の要職として注目されている。
自民党政権時代は閉鎖的な政策部会で事実上の政策決定をしていたことが「族議員」による利益誘導の温床として批判された。このため、2009年9月に与党となった民主党は、「族議員排除」「与党、政府一元化」を掲げて政策部会を廃止したが、2010年に代表が鳩山由紀夫から菅直人に交代し、復活させた。なお、民主党内で政策部会廃止を主唱していた小沢一郎が離党後立ち上げた生活の党と山本太郎となかまたちでは、「総合政策会議」という形態をとっていた。

## 国会に議席を有する政党の政策部会

### 自由民主党政務調査会
（2024年12月6日現在）
- 会長 - 小野寺五典
- 会長代行 - 新藤義孝
- 会長代理 - 細野豪志、後藤茂之、松島みどり、井上信治、片山さつき、大家敏志[1]
- 参議院政策審議会長 - 古川俊治
- 参議院政策審議会長代理 - 片山さつき、大家敏志[2]

### 公明党中央幹事会政務調査会
（2024年11月現在）
- 会長 - 岡本三成
- 会長代理 - 上田勇、濵地雅一、浮島智子、山本博司
- 副会長 - 秋野公造、平木大作、中川康洋[3]
- 参院政策審議会長 - 秋野公造[4]

### 立憲民主党政務調査会
（2024年11月現在）
- 会長 - 重徳和彦
- 会長代行 - （空席）
- 会長代理 - 城井崇（筆頭）、中島克仁、徳永エリ
- 参議院政策審議会長 - 徳永エリ
- 参議院政策審議会長代理 - 小沢雅仁[6]

このほか「次の内閣」を組織し、党政調会や各部門会で策定・検討された基本方針について最終決定を行う。

### 日本維新の会政務調査会
（2025年8月現在）
- 会長 - 斎藤アレックス
- 会長代行 - 岡崎太
- 副会長 - 藤田暁（大阪市会議員）
- 国会議員団政務調査会長 - 斎藤アレックス
- 国会議員団政務調査会長代行 - 阿部司
- 国会議員団参議院政策審議会長 - 片山大介

### 国民民主党政務調査会
（2024年12月11日現在）
- 会長 - 濱口誠
- 会長代理 - 田中健
- 筆頭副会長 - 長友慎治、竹詰仁
- 副会長 - 西岡義高、橋本幹彦、鳩山紀一郎、日野紗里亜、平岩征樹、深作ヘスス、福田徹、福田玄、森洋介

### 参政党国会議員団政務調査会
- 会長 - 安藤裕

### れいわ新選組政策審議会
- 会長 - 大石晃子
- 会長代理 - 櫛渕万里

### 日本共産党中央委員会政策委員会
（2024年1月18日現在）
- 委員長 - 山添拓
- 副委員長 - 寺沢亜志也(非議員)、藤野保史
- 事務局長 - 神田米造(非議員)

### 日本保守党
（2024年11月16日現在）
- 会長 - 島田洋一

### 社会民主党全国連合政策審議会
- 会長 - 新垣邦男

### その他
チームみらいでは政策部会を特に設けていない。新党大地では政調会長が不在・空席となっている。
また、政党の地方支部や地方議会各会派ごとにも政調担当者を設けている場合が多い。

## 国会に議席の無い政治団体の政策部会
- 大阪維新の会政策調査会
  - 会長 - 高見亮（大阪市会議員）
  - 会長代理 - 紀田馨（大阪府議会議員）、加藤慎平（堺市議会議員）[9]

- 都民ファーストの会政務調査会[10]
  - 会長 - 後藤奈美（東京都議会議員）
  - 会長代理 - 菅原直志（東京都議会議員）
  - 会長代行 - 成清梨沙子（東京都議会議員）

- 減税日本政策委員会
  - 委員長 - 佐藤夕子（名古屋市議会議員）
  - 副委員長 - 島袋朝太郎（愛知県議会議員）、田山宏之、永井友理（名古屋市議会議員）

- 緑の党グリーンズジャパン運営委員会
  - 政策部長 - 中山均（党共同代表）[11]

- 幸福実現党政務調査会
  - 会長 - 里村英一
  - 会長代理 - 小川佳世子

- あたらしい党政策調査会
  - 会長 - 入江愛弓（豊島区議会議員）

- 自由を守る会
  - 政策担当幹事[12] - 高木章成（前小金井市議会議員）

- 龍馬プロジェクト全国会政策研究委員会[13]
  - 委員長 - 下田寛（佐賀県議会議員）
  - 副委員長 - 井下泰憲（徳島県議会議員）

- 京都党政務調査会
  - 会長 - 森かれん（京都市会議員）